# Пісенний конкурс Євробачення 2009
Пісе́нний ко́нкурс Євробачення 2009 — 54-й пісенний конкурс Євробачення, який відбувся в спорткомплексі «Олімпійський», що у Москві (Росія).
Росія уперше за 13 років участі здобула право приймати Пісенний конкурс Євробачення, завдяки Дімі Білану, що переміг у 2008 році у Белграді з піснею «Believe».
Україну у цьому році представляла Світлана Лобода з піснею «Be My Valentine! (Anti-Crisis Girl)». Вона була обрана на національному відбірковому конкурсі, проведеному Першим Національним, здобула беззаперечну перемогу: 14 балів від глядачів та 14 балів від журі.
Перемогу здобув білорус за національністю з Норвегії Олександр Рибак з піснею Fairytale (укр. Казка).
Росія як господарка конкурсу вчинила тиск на EBU, вимагаючи не допустити до виступу грузинську групу Stephane & 3G через їхню замасковану насмішку над тодішнім прем'єр-міністром Росії Володимиром Путіним через російську агресію проти Грузії у 2008 році. Як відзначає британська газета «Ґардіан», ритмічну пісню грузинів зі словами «Don't wanna put in, the negative move, it's killing the groove» за першу добу після виходу в ефір на ютюбі переглянули 400 тис. глядачів, а заборона лише підігріла інтерес до їхнього нездійсненого виступу.

## Формат конкурсу

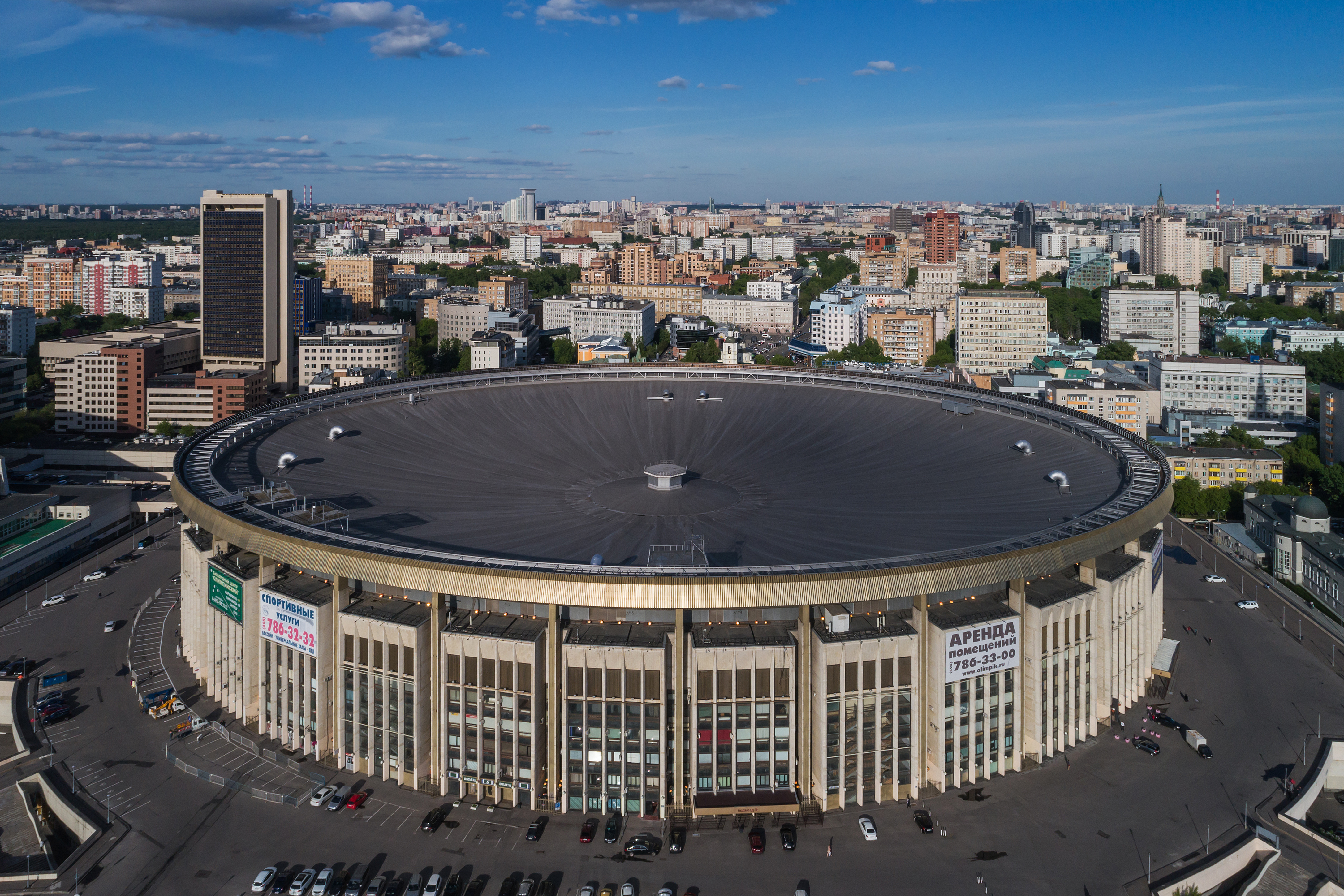
СК «Олімпійський» у Москві

Вже вдруге Євробачення проходитиме за новими правилами, тобто у фінал потрапляють автоматично лише країна переможець та країни «Великої четвірки» (країни, що найбільше підтримують конкурс фінансово) — Велика Британія, Франція, Німеччина та Іспанія. Всі інші змагаються за проходження у фінал через 2 півфінали. Вперше за цією системою змагалися у 2008 році.
Щоб уникнути географічно-політичної заангажованості, яка зазвичай присутня під час телефонного голосування, коли голоси сусідніх країн та масове голосування емігрантів спотворювали об'єктивне волевиявлення глядачів, було вирішено ввести систему, де 50 % балів від кожної країни даватимуть глядачі, а ще 50 % — журі, яке у кожній країні буде своє.
У червні 2008 року в Афінах, Греція, пройшла зустріч членів Європейського телерадіомовного союзу. На цій зустрічі обговорювалось питання щодо позбавлення права «Великої четвірки» автоматично виступати у фіналі (в основному через низьку якість пісень, які вони виставляють на конкурс). На сьогодні, допоки рішення щодо цих країн не прийнято, залишається формат Євробачення 2008.
У Москві 16 травня перемогу здобув білорус, що представляв Норвегію, Олександр Рибак, набравши рекордну кількість балів — 387.
Представниця України Світлана Лобода посіла 12-те місце.

## Учасники

### Перший півфінал
У першому півфіналі голосували всі країни-учасниці цього півфіналу, а також:  Велика Британія,  Німеччина.
У фінал вийшли країни, виділені блакитним кольором. Темно-блакитним виділена країна яку вибрали журі до фіналу.
| №  | Країна               | Мова                        | Виконавець           | Пісня                       | переклад українською           | Місце | Бали |
| -- | -------------------- | --------------------------- | -------------------- | --------------------------- | ------------------------------ | ----- | ---- |
| 12 | Ісландія             | Англійська                  | Yohanna              | «Is It True?»               | «Чи це правда?»                | 1     | 174  |
| 09 | Туреччина            | Англійська                  | Хадісе               | «Düm Tek Tek»               | «Божеволію від тебе»           | 2     | 172  |
| 18 | Боснія і Герцеговина | Боснійська                  | Regina               | «Bistra voda»               | «Чиста вода»                   | 3     | 125  |
| 05 | Швеція               | Французька, англійська      | Малена Єрнман        | «La voix»                   | «Голос»                        | 4     | 105  |
| 06 | Вірменія             | Англійська, вірменська      | Інга та Ануш Аршауян | «Jan Jan»                   | «Джан Джан»                    | 5     | 99   |
| 17 | Мальта               | Англійська                  | К'яра Сіракуса       | «What If We»                | «Що коли ми»                   | 6     | 86   |
| 10 | Ізраїль              | Англійська, іврит, арабська | Noa and Міра Авад    | «There Must Be Another Way» | «Має бути інший шлях»          | 7     | 75   |
| 16 | Португалія           | Португальська               | Flor-de-Lis          | «Todas as ruas do amor»     | «Всі вулиці кохання»           | 8     | 70   |
| 14 | Румунія              | Англійська                  | Єлена Георгі         | «The Balkan Girls»          | «Балканські дівчата»           | 9     | 67   |
| 13 | Македонія            | Македонська                 | Next Time            | «Нешто што ќе остане»       | «Щось залишиться»              | 10    | 45   |
| 01 | Чорногорія           | Англійська                  | Андреа Демірович     | «Just Get Out of My Life»   | «Просто іди геть з мого життя» | 11    | 44   |
| 15 | Фінляндія            | Англійська                  | Waldo's People       | «Lose Control»              | «Втратити контроль»            | 12    | 42   |
| 04 | Білорусь             | Англійська                  | Петро Єлфімов        | «Eyes That Never Lie»       | «Очі, які не брешуть»          | 13    | 25   |
| 08 | Швейцарія            | Англійська                  | Lovebugs             | «The Highest Heights»       | «Найвищі висоти»               | 14    | 15   |
| 07 | Андорра              | Англійська, каталонська     | Сюзанна Ґеоргі       | «La teva decisió»           | «Твоє рішення»                 | 15    | 8    |
| 11 | Болгарія             | Англійська                  | Касімір Аврамов      | «Illusion»                  | «Ілюзія»                       | 16    | 7    |
| 03 | Бельгія              | Англійська                  | Патрік Оушен         | «Copycat»                   | «Імітація»                     | 17    | 1    |
| 02 | Чехія                | Англійська, циганська       | Gipsy.cz             | «Aven Romale»               | «Вперед, цигани»               | 18    | 0    |

### Другий півфінал
У другому півфіналі голосували всі країни-учасниці цього півфіналу, а також:  Росія,  Франція,  Іспанія. Півфінал Євробачення в Іспанії вийшов в ефір пізно, тому телеглядачі не змогли проголосувати, замість них врахували голосування журі.
У фінал вийшли країни, виділені блакитним кольором. Темно-блакитним виділена країна яку вибрали журі до фіналу.
| №  | Країна      | Мова                   | Виконавець                       | Пісня                                 | Переклад українською                          | Місце | Бали |
| -- | ----------- | ---------------------- | -------------------------------- | ------------------------------------- | --------------------------------------------- | ----- | ---- |
| 06 | Норвегія    | Англійська             | Олександр Рибак                  | «Fairytale»                           | «Казка»                                       | 1     | 201  |
| 12 | Азербайджан | Англійська             | Айсель та Араш                   | «Always»                              | «Завжди»                                      | 2     | 180  |
| 18 | Естонія     | Естонська              | Urban Symphony                   | «Rändajad»                            | «Мандрівник»                                  | 3     | 115  |
| 13 | Греція      | Англійська             | Сакіс Рувас                      | «This Is Our Night»                   | «Це наша ніч»                                 | 4     | 110  |
| 15 | Молдова     | Румунська, англійська  | Неллі Чобану                     | «Hora din Moldova»                    | «Молдовські танці»                            | 5     | 106  |
| 17 | Україна     | Англійська             | Світлана Лобода                  | «Be My Valentine! (Anti-Crisis Girl)» | «Будь моїм валентином! (Антикризова дівчина)» | 6     | 80   |
| 16 | Албанія     | Англійська             | Кейсі Тола                       | «Carry Me in Your Dreams»             | «Візьми мене в свої мрії»                     | 7     | 73   |
| 09 | Данія       | Англійська             | Нільс Брінк                      | «Believe Again»                       | «Повір знову»                                 | 8     | 69   |
| 14 | Литва       | Англійська, російська  | Саша Сон                         | «Love»                                | «Кохання»                                     | 9     | 66   |
| 04 | Сербія      | Сербська               | Марко Кон та Мілан Ніколич       | «Ципела»                              | «Черевик»                                     | 10    | 60   |
| 02 | Ірландія    | Англійська             | Сінеад Малвей та Black Daisy     | «Et Cetera»                           | «І так далі»                                  | 11    | 52   |
| 05 | Польща      | Англійська             | Лідія Копанія                    | «I Don't Wanna Leave»                 | «Я не хочу залишати»                          | 12    | 43   |
| 01 | Хорватія    | Хорватська             | Ігор Цукров та Анреа Шушняра     | «Lijepa Tena»                         | «Гарна Тена»                                  | 13    | 33   |
| 07 | Кіпр        | Англійська             | Кристина Метакса                 | «Firefly»                             | «Світляк»                                     | 14    | 32   |
| 11 | Угорщина    | Англійська             | Золі Адок                        | «Dance with Me»                       | «Танцюй зі мною»                              | 15    | 16   |
| 10 | Словенія    | Англійська, словенська | Quartissimo та Мартіна Маєрле    | «Love Symphony»                       | «Симфонія кохання»                            | 16    | 14   |
| 19 | Нідерланди  | Англійська             | De Toppers                       | «Shine»                               | «Сяйво»                                       | 17    | 11   |
| 08 | Словаччина  | Словацька              | Каміл Микульчик і Нела Поціскова | «Leť tmou»                            | «Політ через темноту»                         | 18    | 8    |
| 03 | Латвія      | Російська              | Інтарс Бусуліс                   | «Пробка»                              | «Затор»                                       | 19    | 7    |

### Фінал
Перемогу здобув білорус, що представляв Норвегію, Олександр Рибак. Набравши найбільшу, рекордну кількість балів — 387. Представниця України Світлана Лобода посіла 12-те місце.
| №  | Країна               | Співак                    | Пісня                                    | Переклад                                      | Бали | Місце |
| -- | -------------------- | ------------------------- | ---------------------------------------- | --------------------------------------------- | ---- | ----- |
| 20 | Норвегія             | Олександр Рибак           | «Fairytale»                              | «Казка»                                       | 387  | 1     |
| 07 | Ісландія             | Yohanna                   | «Is it true?»                            | «Це правда?»                                  | 218  | 2     |
| 11 | Азербайджан          | Айсель Теймурзаде і Arash | «Always»                                 | «Завжди»                                      | 207  | 3     |
| 18 | Туреччина            | Хадісе                    | «Crazy For You» («Düm Tek Tek»)          | «Шалію за тобою»                              | 177  | 4     |
| 23 | Велика Британія      | Джейд Івен                | «It's My Time»                           | «Мій час»                                     | 173  | 5     |
| 15 | Естонія              | Urban Symphony            | «Rändajad»                               | «Мандрівники»                                 | 129  | 6     |
| 08 | Греція               | Сакіс Рувас               | «This is our night»                      | «Це наша ніч»                                 | 120  | 7     |
| 03 | Франція              | Патрісія Каас             | «S'il Fallait Le Faire»                  | «І якщо це доводилося зробити»                | 107  | 8     |
| 12 | Боснія і Герцеговина | Реґіна                    | «Bistra Voda»                            | «Чиста вода»                                  | 106  | 9     |
| 09 | Вірменія             | Інга і Ануш Аршакян       | «Jan-Jan»                                | «Джан-Джан»                                   | 92   | 10    |
| 10 | Росія                | Анастасія Приходько       | «Мамо»                                   |                                               | 91   | 11    |
| 21 | Україна              | Світлана Лобода           | «Be my Valentine» («Anticrisis girl»)    | «Будь моїм „коханим“» («Антикризова дівчина») | 76   | 12    |
| 16 | Данія                | Нільс Бринк               | «Believe Again»                          | «Повір знову»                                 | 74   | 13    |
| 13 | Молдова              | Неллі Чобану              | «Hora Din Moldova»                       | «Хора з Молдови»                              | 69   | 14    |
| 06 | Португалія           | Фльор-де-Ліс              | «Todas As Ruas Do Amor»                  | «Всі вулиці кохання»                          | 57   | 15    |
| 02 | Ізраїль              | Ноа та Міра Авад          | «There Must Be Another Way» («Einaiych») | «Має бути інший шлях»                         | 53   | 16    |
| 19 | Албанія              | Кейсі Тола                | «Carry me in your dreams»                | «Візьми мене у свої сни»                      | 48   | 17    |
| 05 | Хорватія             | Ігор Цукров               | «Lijepa Tena»                            | «Гарна Тена»                                  | 45   | 18    |
| 22 | Румунія              | Єлена Ґеоргі              | «The Balkan Girls»                       | «Балканські дівчата»                          | 40   | 19    |
| 17 | Німеччина            | Алекс Свінгс і Оскар Лоя  | «Miss Kiss Kiss Bang»                    | «Місс цьом-цьом-трах»                         | 35   | 20    |
| 04 | Швеція               | Малена Ернман             | «La Voix»                                | «Голос»                                       | 33   | 21    |
| 14 | Мальта               | Кьяра                     | «What if we»                             | «Що коли ми»                                  | 31   | 22    |
| 01 | Литва                | Саша Сон                  | «Love»                                   | «Кохання»                                     | 23   | 23    |
| 25 | Іспанія              | Сорая                     | «La noche es para mí»                    | «Ця ніч для мене»                             | 23   | 24    |
| 24 | Фінляндія            | Waldo's People            | «Lose Control»                           | «Втратити контроль»                           | 22   | 25    |

## Роздільні результати голосування телеглядачі/журі[5]
| Місце | Телеглядачі          | Бали | Журі                 | Бали |
| ----- | -------------------- | ---- | -------------------- | ---- |
| 1     | Норвегія             | 378  | Норвегія             | 312  |
| 2     | Азербайджан          | 253  | Ісландія             | 260  |
| 3     | Туреччина            | 203  | Велика Британія      | 223  |
| 4     | Ісландія             | 173  | Франція              | 164  |
| 5     | Греція               | 151  | Естонія              | 124  |
| 6     | Естонія              | 129  | Данія                | 120  |
| 7     | Боснія і Герцеговина | 124  | Туреччина            | 114  |
| 8     | Вірменія             | 121  | Азербайджан          | 112  |
| 9     | Росія                | 118  | Ізраїль              | 107  |
| 10    | Велика Британія      | 105  | Молдова              | 93   |
| 11    | Албанія              | 81   | Греція               | 93   |
| 12    | Україна              | 70   | Боснія і Герцеговина | 90   |
| 13    | Молдова              | 66   | Мальта               | 87   |
| 14    | Румунія              | 64   | Німеччина            | 73   |
| 15    | Швеція               | 59   | Вірменія             | 71   |
| 16    | Хорватія             | 55   | Україна              | 68   |
| 17    | Франція              | 54   | Росія                | 67   |
| 18    | Португалія           | 45   | Португалія           | 64   |
| 19    | Данія                | 40   | Хорватія             | 58   |
| 20    | Литва                | 38   | Литва                | 31   |
| 21    | Іспанія              | 38   | Румунія              | 31   |
| 22    | Фінляндія            | 30   | Швеція               | 27   |
| 23    | Німеччина            | 18   | Албанія              | 26   |
| 24    | Мальта               | 18   | Фінляндія            | 12   |
| 25    | Ізраїль              | 15   | Іспанія              | 9    |

## Голосування у фіналі за країною
| Учасник              | Іспанія | Бельгія | Білорусь | Мальта | Німеччина | Чехія | Швеція | Ісландія | Франція | Ізраїль | Росія | Латвія | Чорногорія | Андорра | Фінляндія | Швейцарія | Норвегія | Болгарія | Литва | Велика Британія | Північна Македонія | Словаччина | Греція | Боснія і Герцеговина | Україна | Туреччина | Албанія | Сербія | Кіпр | Польща | Нідерланди | Естонія | Хорватія | Португалія | Румунія | Ірландія | Данія | Молдова | Словенія | Вірменія | Угорщина | Азербайджан | Бали | Місце |
| -------------------- | ------- | ------- | -------- | ------ | --------- | ----- | ------ | -------- | ------- | ------- | ----- | ------ | ---------- | ------- | --------- | --------- | -------- | -------- | ----- | --------------- | ------------------ | ---------- | ------ | -------------------- | ------- | --------- | ------- | ------ | ---- | ------ | ---------- | ------- | -------- | ---------- | ------- | -------- | ----- | ------- | -------- | -------- | -------- | ----------- | ---- | ----- |
| Литва                | —       | —       | —        | —      | —         | —     | —      | —        | —       | —       | —     | 7      | —          | —       | —         | —         | —        | 1        | —     | 4               | —                  | —          | —      | —                    | —       | —         | —       | —      | —    | —      | —          | 2       | —        | —          | —       | —        | 1     | —       | —        | —        | —        | —           | 23   | 23    |
| Ізраїль              | —       | 8       | —        | —      | —         | 4     | —      | —        | 10      | —       | —     | —      | 4          | 7       | —         | 1         | —        | —        | —     | —               | —                  | 5          | —      | 8                    | 1       | —         | —       | —      | —    | —      | —          | 5       | —        | —          | —       | 7        | —     | —       | —        | —        | —        | —           | 53   | 16    |
| Франція              | 3       | 1       | 7        | —      | 3         | —     | —      | 6        | —       | 5       | 10    | 5      | 1          | 3       | 4         | 7         | 1        | —        | 6     | 1               | —                  | —          | 6      | 6                    | 3       | —         | 2       | 3      | —    | —      | 6          | —       | —        | —          | —       | 3        | 2     | —       | 7        | 6        | —        | —           | 107  | 8     |
| Швеція               | —       | —       | —        | 4      | —         | —     | —      | 3        | 2       | —       | —     | —      | —          | 2       | 7         | —         | 4        | —        | —     | —               | —                  | —          | —      | —                    | —       | —         | 1       | —      | —    | —      | —          | 6       | —        | —          | —       | —        | 4     | —       | —        | —        | —        | —           | 33   | 21    |
| Хорватія             | —       | —       | —        | —      | —         | —     | —      | 1        | —       | —       | —     | —      | 8          | —       | —         | —         | —        | —        | —     | —               | 4                  | —          | 2      | 12                   | —       | —         | —       | 5      | —    | —      | —          | —       | —        | —          | —       | —        | —     | 2       | 6        | —        | —        | 5           | 45   | 18    |
| Португалія           | 8       | 6       | —        | —      | —         | 7     | —      | 7        | 7       | —       | —     | —      | —          | 6       | —         | 10        | —        | —        | —     | —               | —                  | 2          | —      | 1                    | —       | —         | —       | —      | —    | —      | —          | 3       | —        | —          | —       | —        | —     | —       | —        | —        | —        | —           | 57   | 15    |
| Ісландія             | —       | —       | 2        | 12     | 7         | 2     | 10     | —        | —       | 10      | 3     | 8      | 5          | 8       | 10        | 5         | 12       | 5        | 8     | 8               | 2                  | 6          | 4      | —                    | —       | 2         | 6       | —      | 5    | 1      | 7          | 8       | 2        | 8          | 10      | 12       | 10    | 3       | 5        | 5        | 7        | —           | 218  | 2     |
| Греція               | 1       | 5       | 5        | 7      | 6         | —     | 2      | —        | —       | —       | 4     | —      | 2          | —       | —         | 2         | —        | 12       | —     | 5               | —                  | —          | —      | 5                    | —       | —         | 12      | 6      | 12   | —      | 1          | —       | 7        | —          | 8       | —        | —     | —       | 4        | 10       | 4        | —           | 120  | 7     |
| Вірменія             | 4       | 7       | 1        | —      | —         | 12    | 3      | 5        | 6       | 8       | 5     | —      | —          | —       | 1         | —         | —        | 6        | —     | —               | 1                  | 3          | —      | —                    | 2       | 6         | —       | —      | 4    | 2      | 5          | —       | —        | 4          | 7       | —        | —     | —       | —        | —        | —        | —           | 92   | 10    |
| Росія                | —       | —       | 8        | —      | 5         | 8     | —      | —        | —       | 7       | —     | 6      | —          | —       | —         | —         | —        | —        | 7     | —               | —                  | —          | —      | —                    | 8       | 4         | —       | —      | 1    | 3      | —          | 10      | —        | —          | —       | —        | —     | 6       | —        | 12       | —        | —           | 91   | 11    |
| Азербайджан          | —       | 3       | 10       | 1      | —         | 10    | 8      | —        | 1       | 6       | 7     | 4      | 6          | —       | 2         | —         | 10       | 8        | 5     | 3               | 3                  | 4          | 8      | 3                    | 10      | 12        | 4       | 4      | 8    | 6      | 10         | 7       | 10       | —          | 4       | —        | 8     | 10      | 1        | 1        | 10       | —           | 207  | 3     |
| Боснія і Герцеговина | —       | —       | —        | —      | 2         | —     | 5      | 2        | —       | —       | —     | —      | 12         | —       | 6         | 4         | —        | 4        | —     | —               | 10                 | 8          | —      | —                    | —       | 8         | 5       | 12     | —    | —      | 4          | —       | 12       | —          | —       | —        | —     | —       | 10       | —        | —        | 2           | 106  | 9     |
| Молдова              | 5       | 4       | —        | —      | —         | —     | —      | —        | —       | 1       | 1     | —      | —          | —       | —         | —         | 3        | —        | —     | —               | —                  | —          | —      | —                    | 7       | 7         | —       | —      | —    | 5      | —          | —       | 3        | 12         | 12      | —        | —     | —       | —        | 2        | —        | 7           | 69   | 14    |
| Мальта               | —       | —       | —        | —      | 4         | —     | —      | —        | —       | —       | —     | 1      | —          | 1       | 3         | —         | —        | —        | 1     | 6               | —                  | —          | —      | —                    | —       | —         | —       | 7      | —    | —      | —          | —       | —        | —          | 3       | 5        | 4     | —       | —        | —        | —        | —           | 31   | 22    |
| Естонія              | —       | —       | 4        | —      | 1         | —     | 7      | 10       | —       | —       | 8     | 10     | —          | —       | 12        | —         | —        | —        | 10    | —               | —                  | 12         | 5      | —                    | 4       | —         | —       | 0      | 3    | 8      | —          | —       | 6        | —          | 1       | 6        | 5     | 7       | —        | —        | 6        | 4           | 129  | 6     |
| Данія                | —       | —       | —        | 6      | —         | —     | —      | 4        | 5       | —       | —     | 3      | —          | 5       | —         | —         | 8        | —        | 2     | —               | —                  | —          | —      | —                    | 5       | —         | —       | 1      | 6    | 7      | —          | —       | —        | —          | 2       | 4        | —     | 5       | 8        | —        | 3        | —           | 74   | 13    |
| Німеччина            | —       | 2       | —        | —      | —         | —     | —      | —        | 3       | —       | —     | —      | —          | —       | 0         | 0         | 6        | —        | —     | 7               | —                  | —          | —      | 2                    | —       | 1         | 3       | —      | —    | —      | 2          | —       | —        | 1          | —       | 1        | 7     | —       | —        | —        | —        | —           | 35   | 20    |
| Туреччина            | 2       | 12      |          | 5      | 10        | 1     | 6      | —        | 12      | 3       | —     | —      | 3          | —       | 5         | 12        | 7        | 10       | —     | 12              | 12                 | —          | 3      | 7                    | —       | —         | 10      | —      | —    | —      | 8          | —       | 1        | 3          | 6       | —        | 6     | —       | —        | 4        | 5        | 12          | 177  | 4     |
| Албанія              | —       | —       | —        | —      | —         | —     | 1      | —        | —       | —       | —     | —      | 7          | —       | 0         | 6         | —        | —        | —     | —               | 7                  | —          | 7      | —                    | —       | 10        | —       | —      | —    | —      | —          | 1       | 1        | —          | —       | —        | —     | —       | 2        | —        | 2        | —           | 48   | 17    |
| Норвегія             | 12      | 10      | 12       | 8      | 12        | 3     | 12     | 12       | 8       | 12      | 12    | 12     | 10         | 10      | 8         | 8         | —        | 2        | 12    | 10              | 8                  | 10         | 10     | 10                   | 12      | 3         | 7       | 10     | 10   | 12     | 12         | 12      | 12       | 5          | 5       | 8        | 12    | 8       | 12       | 8        | 12       | 8           | 387  | 1     |
| Україна              | 6       | —       | 6        | 2      | —         | 5     | —      | —        | —       | 2       | 2     | —      | —          | —       | —         | —         | 5        | —        | 4     | 2               | —                  | 1          | —      | —                    | —       | —         | —       | 0      | —    | 10     | —          | —       | —        | 6          | —       | —        | —     | 2       | —        | 3        | 8        | 10          | 76   | 12    |
| Румунія              | 7       | —       | —        | —      | —         | —     | —      | —        | —       | —       | —     | —      | —          | —       | —         | —         | —        | —        | —     | —               | 5                  | —          | —      | —                    | —       | 5         | —       | 2      | 2    | —      | —          | —       | —        | 2          | —       | 2        | —     | —       | —        | —        | —        | 3           | 40   | 19    |
| Велика Британія      | 10      | —       | 3        | 10     | 8         | 6     | —      | —        | 4       | 4       | 6     | 2      | —          | 4       | —         | —         | 2        | 7        | 3     | —               | 6                  | 7          | 12     | 4                    | 6       | —         | 8       | 8      | 7    | 4      | 3          | —       | —        | 10         | —       | 10       | 3     | 10      | 3        | 7        | 1        | —           | 173  | 5     |
| Фінляндія            | —       | —       | —        | 3      | —         | —     | 4      | 8        | —       | —       | —     | —      | —          | —       | —         | —         | —        | 3        | —     | —               | —                  | —          | —      | —                    | —       | —         | —       | —      | —    | —      | —          | 4       | 4        | —          | —       | —        | —     | 3       | —        | —        | —        | —           | 22   | 25    |
| Іспанія              | —       | —       | —        | —      | —         | —     | —      | —        | —       | —       | —     | —      | —          | 12      | —         | 3         | —        | —        | —     | —               | —                  | —          | 1      | —                    | —       | —         | —       | —      | —    | —      | —          | —       | —        | 7          | —       | —        | —     | —       | —        | —        | —        | —           | 23   | 23    |

## Країни, що не брали участь
- Люксембург — RTL підтвердив, що телекомпанія більше не зацікавлена у проведенні даного конкурсу.[6]
- Грузія — Грузія мала взяти участь і представила гурт «Stephane & 3G» з піснею «We Don't Wanna Put In». Але вони офіційно заявили, що пісня має політичний характер. Через небажання міняти пісню Європейська мовна спілка дискваліфікувала, вперше за політичною причиною.
- Туніс — уряд країни заявив, що Туніс не братиме участі у конкурсі у найближчому майбутньому.[7]
- Сан-Марино— не взяла участь через фінансові причини

## Цензура на Євробаченні
Пісню «We Don't Wanna Put In» представників Грузії, гурту «Stephane & 3G», не дозволили співати у Москві. Таким чином вперше за 54 роки існування пісенного конкурсу пісня не була допущена з політичних причин.